# Таз Скайлар
Тарек Ясин Скайлар (англ. Tarek Yassin Skylar) наиболее известный как Таз Скайлар (англ. Taz Skylar; род. 5 декабря 1995, Тенерифе, Канарские острова, Испания) — английский/испанский актёр, наиболее известный ролью Санджи в телесериале «Ван-Пис» (2023).

## Биография
Родился и вырос на Тенерифе (Канарские острова), в семье Хасана Ясина, араба сьерралеонско-ливанского происхождения и Гвен Скайлар, англичанки, родившейся в Йоркшире. В связи с чем имеет двойное гражданство Испании и Великобритании.
С 15 лет, после окончания средней школы, работал в мастерской по изготовлению досок для сёрфинга. В 2016 году пытался записаться резервистом в британскую армию, но не прошел медицинское обследование из-за последствий автомобильной аварии, в которой получил сотрясение мозга. Согласно правилам повторное заявление можно было отправлять только через год, поэтому он начал заниматься актёрской деятельностью.
Скайлар переехал в Великобританию, где начал сниматься в небольших ролях. В 2015 году он появился в короткометражных фильмах «Веном» и «Красавица». Год спустя сыграл роль Дэвида в ещё одной короткометражке — «Трофей».
В 2018 году дебютировал в качестве режиссёра, поставив короткометражный фильм «Многоликий». В следующем году получил роль в ленте «Убийственная команда», где сыграл сержанта Доуэса. В 2020 году присоединился к актёрскому составу фильма «Злодей», где сыграл роль Джейсона. В 2022 году отметился в роли Гарри Бима в двух эпизодах детектива «Агата Рэйзин», а также сыграл роль Уолта в одной из серий сериала «Проект „Лазарь“» (2022).
Прорывом для актёра стала роль Санджи в телеадаптации популярной японской манги «Ван-Пис», получившая многочисленные хвалебные отзывы от СМИ. Особо высоко отметивших удачный актёрский ансамбль проекта.

## Фильмография
| Год    |   | Русское название       | Оригинальное название | Роль                   |
| ------ | - | ---------------------- | --------------------- | ---------------------- |
| 2019   | ф | Убийственная команда   | The Kill Team         | сержант Доус           |
| 2020   | ф | Злодей                 | Villain               | Джейсон                |
| 2021   | ф | Точка кипения          | Boiling Point         | Билли                  |
| 2022   | с | Агата Рэйзин           | Agatha Raisin         | Гарри Бим (2 эпизода)  |
| 2022   | с | Проект «Лазарь»        | The Lazarus Project   | Уолт (2 эпизода)       |
| 2023   | с | Точка кипения          | Boiling Point         | Билли                  |
| 2023—… | с | One Piece. Большой Куш | One Piece             | Санджи (основная роль) |
| 2025   | ф | Клинер                 | Cleaner               | Ной                    |

## Награды
| Год  | Награда               | Номинация           | Проект       | Результат |
| ---- | --------------------- | ------------------- | ------------ | --------- |
| 2018 | People’s Choice Award | Best Motion Picture | Multi-Facial | Победа    |